# سليمان الماجد
سليمان بن عبد الله بن ناصر الماجد (مواليد الرياض عام 1380 هـ الموافق 1960 م) هو شيخٌ سعوديٌّ تولى القضاء الشرعي بمدينة الأحساء ثم الرياض، ثم وعُيّن في مجلس الشورى السعودي لمدة 8 سنوات، والآن متقاعد من القضاء.

## أعماله
تولى القضاء بمحاكم محافظة الأحساء حتى 1421 هـ.
وتولى القضاء بالمحكمة العامة بالرياض حتى 1430 هـ.
له عدد من الدروس العلمية في مساجد وجوامع مدينة الرياض.
له برامج إفتاء شرعي في العديد من الفضائيات كـقناة المجد واقرأ ودليل والرسالة وغيرهم.
له كتاب بعنوان «حد الإقامة الذي تنتهي به أحكام السفر»، و«شروط الواقفين منزلتها وبعض أحكامها» و«منهجية التعامل مع المخالفين». وبحوث على موقعه: ضابط البدعة وما تدخله.

## وصلات خارجية
- موقع الشيخ سليمان بن عبد الله الماجد (يستقبل من خلاله الأسئلة الشرعية ويجيب عليها)
- صفحة الشيخ على موقع طريق الإسلام
- حساب الشيخ سليمان الماجد في موقع تويتر